# Manfred Fuhrmann

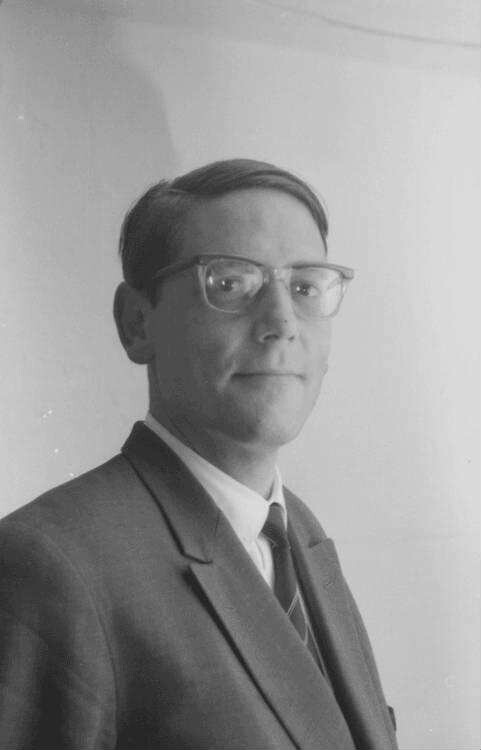
Manfred Fuhrmann (1966)

Manfred Fuhrmann (* 23. Juni 1925 in Hiddesen bei Detmold; † 12. Januar 2005 in Überlingen am Bodensee) war ein deutscher Altphilologe.

## Leben
Fuhrmanns Vater war der Arzt und Gründer des Detmolder Sanatorium Grotenburg Manfred Fuhrmann (1877–1939), seine Mutter, die Autorin und Übersetzerin Maria, geb. Plemp van Duiveland (1906–2014), stammte aus den Niederlanden. Fuhrmann hatte vier Geschwister, darunter den Pianisten, Musikpädagogen und Wissenschaftler Roderich Fuhrmann (1929–2003). Nach dem Abitur am Gymnasium Leopoldinum in Detmold studierte Manfred Fuhrmann Klassische Philologie, Rechtswissenschaften, Philosophie und Theologie in Freiburg im Breisgau und Leiden und wurde 1953 in Freiburg mit einer Arbeit zur Religiosität des Horaz zum Dr. phil. promoviert. 1959 habilitierte er sich ebenfalls in Freiburg, wo er im selben Jahr seine erste Privatdozentur erhielt. 1962 folgte er einem Ruf als ordentlicher Professor an die Universität Kiel und 1966 einem weiteren an die neu gegründete Universität Konstanz, wo er bis zu seiner Emeritierung 1990 den Lehrstuhl für Lateinische Philologie innehatte. Von 1964 an nahm er an den Tagungen der interdisziplinären Forschergruppe „Poetik und Hermeneutik“ teil. Außerdem war Fuhrmann ordentliches Mitglied der Heidelberger Akademie der Wissenschaften. Die Königlich Niederländische Akademie der Wissenschaften (KNAW) nahm ihn 1990 als auswärtiges Mitglied auf.

## Werk
Der Latinist Fuhrmann galt als einer der überragenden Altphilologen seiner Generation und arbeitete auf vielfältigen Gebieten der Klassischen Altertumswissenschaft. So war er neben seinen philologischen Studien akkurater Übersetzer mit großem sprachlichem Feingefühl. Zwischen 1970 und 1982 veröffentlichte er Übersetzungen von Marcus Tullius Ciceros sämtlichen Reden in sieben Bänden, für die er bei Klassischen Philologen, Historikern und Germanisten gleichermaßen Anerkennung fand. 1990 erhielt er dafür den Johann-Heinrich-Voß-Preis für Übersetzung der Deutschen Akademie für Sprache und Dichtung in Darmstadt. 1986 folgten Übersetzungen der Werke des Horaz.
Zudem verfasste Fuhrmann Biographien Ciceros (Cicero und die römische Republik) und Senecas (Seneca und Kaiser Nero – Eine Biographie), die ebenfalls bei Altphilologen und Althistorikern große Anerkennung fanden. Schon recht früh befasste sich Fuhrmann mit der lateinischen Literatur der Spätantike, die in Deutschland lange Zeit kaum beachtet worden war.
Daneben setzte sich Fuhrmann bei seinen Forschungen intensiv mit dem europäischen Gedanken sowie der Bildungstradition und den Bildungskanones als kultureller Identität Europas auseinander, wobei er auch einer fachfremden Öffentlichkeit durch seine Kontroversen mit dem Anglisten Dietrich Schwanitz bekannt wurde.
Außerdem beschäftigte sich Fuhrmann intensiv mit der Geschichte und Praxis des Altsprachlichen Unterrichts und bezog immer wieder in Aufsätzen und Vorträgen zu fachdidaktischen Problemen sowie Orientierungen der Fachdidaktik des Latein- und Griechischunterrichts Stellung.

## Schriften (Auswahl)
- Das systematische Lehrbuch. Ein Beitrag zur Geschichte der Wissenschaft in der Antike. Vandenhoeck & Ruprecht, Göttingen 1960.
- Untersuchungen zur Textgeschichte der pseudo-aristotelischen Alexander-Rhetorik (= Abhandlungen der geistes- und sozialwissenschaftlichen Klasse der Akademie der Wissenschaften und der Literatur in Mainz. Jahrgang 1964, Nr. 7).
- Die Antike und ihre Vermittler. Bemerkungen zur gegenwärtigen Situation der klassischen Philologie (= Konstanzer Universitätsreden. 9, ISSN 0454-3335). Universitäts-Verlag, Konstanz 1969.
- als Herausgeber: Terror und Spiel. Probleme der Mythenrezeption (= Poetik und Hermeneutik. 4). Fink, München 1971, ISBN 3-7705-0446-1.
- Einführung in die antike Dichtungstheorie. Wissenschaftliche Buchgesellschaft, Darmstadt 1973, ISBN 3-534-05469-5.
  - 2. Auflage: Die Dichtungstheorie der Antike. Aristoteles – Horaz – „Longin“. Eine Einführung. 2., überarbeitete und veränderte Auflage. Wissenschaftliche Buchgesellschaft, Darmstadt 1992, ISBN 3-534-05469-5.
- Alte Sprachen in der Krise? Analysen und Programme. Klett, Stuttgart 1976, ISBN 3-12-922250-2.
- Die antike Rhetorik. Eine Einführung (= Artemis-Einführungen. 10). Artemis, München u. a. 1984, ISBN 3-7608-1304-6 (6., überarbeitete Auflage. Artemis & Winkler, Mannheim 2011, ISBN 978-3-538-07325-8).
- Cicero und die römische Republik. Eine Biographie Artemis, München u. a. 1989, ISBN 3-7608-1919-2 (5., durchgesehene und bibliographisch erweiterte Auflage. Artemis & Winkler, Mannheim 2011, ISBN 978-3-538-07324-1).
- Rom in der Spätantike. Porträt einer Epoche. Artemis & Winkler, Zürich u. a. 1994, ISBN 3-7608-1088-8.
- Europas fremd gewordene Fundamente. Aktuelles zu Themen aus der Antike. Artemis & Winkler, Zürich 1995, ISBN 3-7608-1122-1.
- Seneca und Kaiser Nero. Eine Biographie. Fest, Berlin 1997, ISBN 3-8286-0012-3.
- Geschichte der römischen Literatur. Reclam, Stuttgart 1999, ISBN 3-15-010446-7.
- Der europäische Bildungskanon des bürgerlichen Zeitalters. Insel Verlag, Frankfurt am Main u. a. 1999, ISBN 3-458-16978-4 (Neuausgabe: Der europäische Bildungskanon. erweiterte Neuausgabe. ebenda 2004, ISBN 3-458-17204-1).
- Latein und Europa. Geschichte des gelehrten Unterrichts in Deutschland. Von Karl dem Großen bis Wilhelm II. DuMont, Köln 2001, ISBN 3-7701-5605-6 (2. Auflage. ebenda 2005, ISBN 3-8321-5605-4).
- Bildung. Europas kulturelle Identität (= Reclam Universal-Bibliothek. 18182). Reclam, Stuttgart 2002, ISBN 3-15-018182-8.
- Aus der Bahn geworfen. Die Stationen des jüdischen Theatermannes Dr. Hans Kaufmann, Aisthesis-Verlag, Bielefeld, 2003, ISBN                         	3-89528-407-6.

- Artikel für diverse Lexika (beispielsweise die Artikel Ammianus Marcellinus, Tacitus u. a. in Der Kleine Pauly).